# قصر كيرينالي

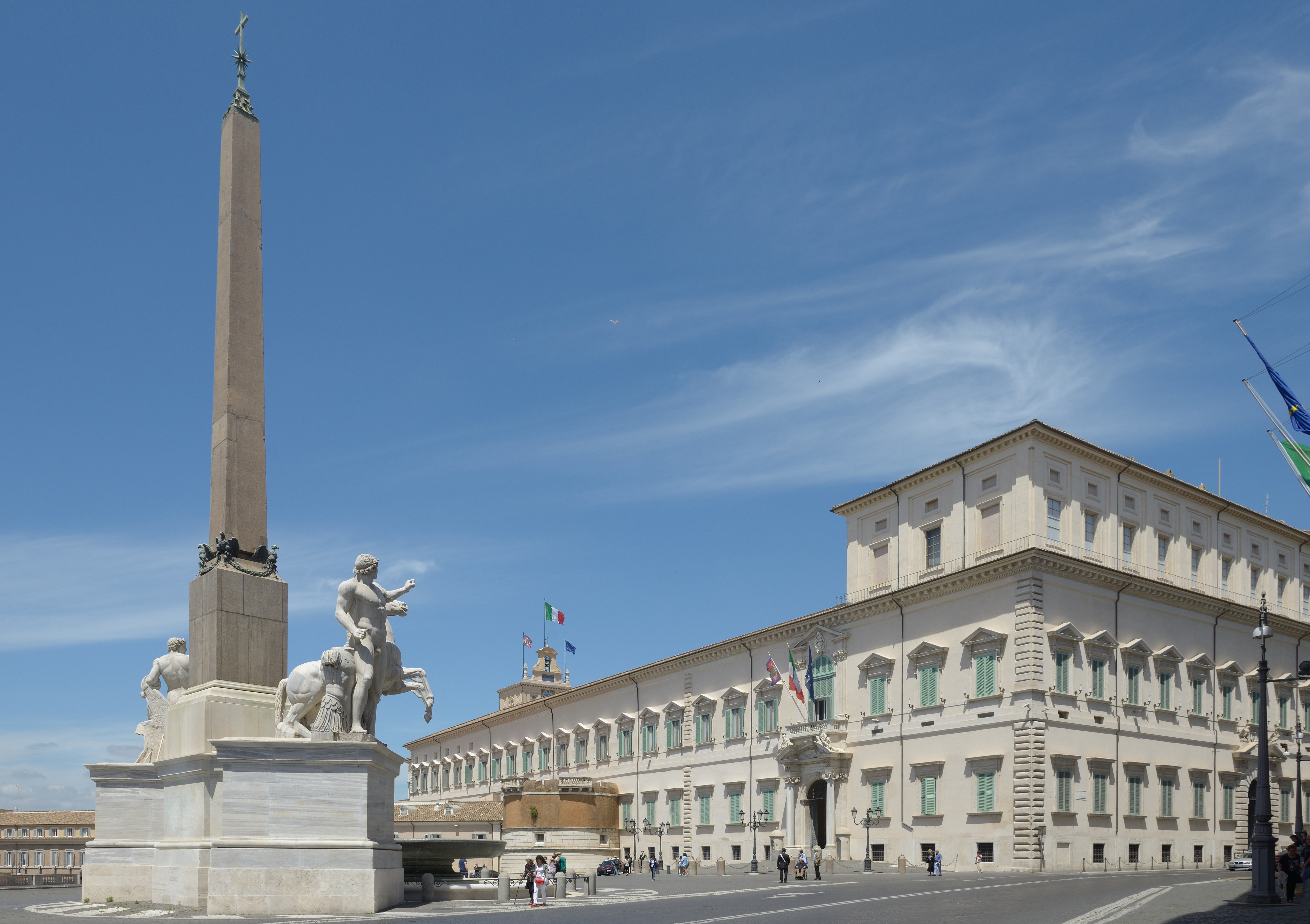
القصر الكويرينالي

قصر كويرينالي (بالإيطالية: Palazzo del Quirinale)‏، هو مبنى تاريخي في روما، إيطاليا، وهو أحد المقرات الرسمية الثلاثة الحالية لرئيس الجمهورية الإيطالية جنبًا إلى جنب مع فيلا روزبيري [الإنجليزية] في نابولي و (Tenuta di Castelporziano) وهو عقار في ضواحي روما على بعد حوالي 25 كم من وسط المدينة. يقع قصر كيرينالي على هضبة كيرينال وهي أعلى تلال روما السبعة في منطقة تسمى بالعامية مونتي كافالو. وكان بمثابة مقر إقامة لثلاثين بابا وأربعة ملوك من إيطاليا واثني عشر رئيسًا للجمهورية الإيطالية.
اختار نابليون قصر كويرينالي ليكون مقر إقامته المفضل كإمبراطور، لكن الخسارة الفرنسية في معركة باريس عام 1814 وما تلاها من الوفاق الأوروبي منعته من الإقامة فيه.
يمتد القصر على مساحة 110،500 متر مربع ويحتل الترتيب الثاني عشر كأكبر قصر في العالم من حيث المساحة، تعادل مساحته حوالي عشرين ضعف مساحة البيت الأبيض.